# Invito a una decapitazione
(Prefazione)
Invito a una decapitazione (russo: Приглашение на казнь, Priglašenie na kazn'; inglese: Invitation to a Beheading) è un romanzo di Vladimir Vladimirovič Nabokov che tratta, in forma surreale, della dittatura bolscevica instaurata in Russia.

## Storia editoriale
Il romanzo, scritto originariamente in russo a Berlino nel 1934, fu pubblicato a puntate fra il 1935 e il 1936 sulla rivista dell'emigrazione russa Note contemporanee (Sovremennye zapiski) di Parigi. Apparve in volume nel 1938, mentre la versione inglese uscì nel 1959 dopo che, ormai residente ad Old Creek Canyon, Arizona, Nabokov diede incarico al figlio Dmitri di tradurlo in inglese, supervisionando lui per mantenere la struttura della versione russa, ma innovandolo stilisticamente.

## Trama
L'opera, ambientata in una società distopica, fantastica metafora del regime staliniano e dei suoi processi, racconta in terza persona la detenzione di Cincinnatus C. dalla sua condanna a morte nel processo per "opacità" (non condivisione di sentimenti) fino al giorno della prevista decapitazione.
Al processo, Cincinnatus è condannato a morte e rientra alla fortezza. Rodion il carceriere lo riporta in cella e successivamente lo invita a ballare un valzer. Dopo cena il direttore del carcere visita Cincinnatus, ma rifiuta di dire, o non conosce, la data prevista per l'esecuzione.
Si racconta la giovinezza di Cincinnatus che fin dai primi anni aveva dovuto nascondere la propria diversità consistente nell'essere «impenetrabile ai raggi altrui». Purtroppo impedire agli altri di accorgersi della cosa richiedeva una continua concentrazione che col passare degli anni riusciva sempre meno a mantenere. A ventidue anni sposa Marthe che presto lo tradisce e gli dà due figli di altri.

Dopo qualche giorno viene presentato un nuovo carcerato: "M'sieur Pierre", che si rivelerà essere il boia sotto mentite spoglie. La procedura prevede infatti che boia e condannato si conoscano e facciano amicizia. Cincinnatus viene finalmente portato al patibolo, ma, rifiutando di sottomettersi ai riti previsti, provoca il disfacimento del mondo e può incamminarsi libero 

## Edizioni italiane
Sulle copertine delle edizioni italiane l'autore è sempre riportato come "Vladimir Nabokov", senza il patronimico.
- Vladimir Nabokov, Invito a una decapitazione, traduzione di Bruno Oddera, Collana Medusa n.459, Arnoldo Mondadori Editore, 1959,  p. 252.
- Vladimir Nabokov, Invito a una decapitazione, traduzione di Margherita Crepax, Collana Biblioteca n.460, Adelphi, 2004,  p. 223, ISBN 88-459-1847-5.